# NGC 6969
NGC 6969 (również PGC 65425 lub UGC 11633) – galaktyka spiralna (Sa), znajdująca się w gwiazdozbiorze Delfina. Odkrył ją Albert Marth 15 sierpnia 1863 roku.